# Jamais vu
Jamais vu (do francês, "jamais visto"; pronunciada(o) [ʒa.mɛ.vy]) é o oposto do déjà vu (do francês, "já visto"). Em vez de sentir que algo já foi visto, o jamais vu é a sensação de que algo familiar é totalmente desconhecido.
Neste caso, se rompe a ligação entre a memória de longo prazo e a percepção do presente. Quando uma pessoa está neste estado, as experiências atuais parecem completamente novas, mesmo quando são cotidianas.
"Enquanto fala com um amigo ou parente, de repente, essa pessoa parece totalmente desconhecida. A própria casa parece de outra pessoa. O sentido de familiaridade e de conhecimento de como se relacionar com conhecidos é interrompido. O ambiente de trabalho de repente se torna totalmente novo e cheio de desconhecidos, os detalhes se tornam chamativos, tudo parece novo".

## Causas
Pode ser o primeiro sintoma de uma epilepsia parcial ou de uma epilepsia mista, sentido como um aura epiléptica. Também por ocorrer associado a delírios e fatiga mental.
Em um estudo da Universidade de Leeds, por Chris Moulin, pediram a 92 voluntários escrever "porta" 30 vezes em 60 segundos. O resultado, foi que 68% dos voluntários mostraram sintomas de jamais vu com a palavra, como começo a duvidar de que "porta" era uma palavra nova, duvidar que escrevia correto e/ou sentir que a palavra é inventada. Moulin acredita que a fadiga mental causada pelo exercício é a causa desse fenômeno.